# Johan Cruz
Johan Alberto Cruz de la Cruz (ur. 8 października 1987) – dominikański piłkarz występujący na pozycji obrońcy, obecnie zawodnik Deportivo Pantoja.

## Kariera klubowa
Cruz rozpoczynał swoją karierę piłkarską w zespole Deportivo Pantoja ze stołecznego miasta Santo Domingo. W sezonie 2011/2012 wywalczył z nim mistrzostwo Dominikany.

## Kariera reprezentacyjna
W seniorskiej reprezentacji Dominikany Cruz zadebiutował 14 października 2010 w wygranym 17:0 spotkaniu z Brytyjskimi Wyspami Dziewiczymi w ramach Pucharu Karaibów. Pierwszego gola w kadrze narodowej strzelił 19 sierpnia 2011 w wygranym 1:0 meczu towarzyskim z Curaçao. Wziął także udział w eliminacjach do Mistrzostw Świata 2014, podczas których wpisał się na listę strzelców w przegranej 2:3 konfrontacji z Salwadorem, natomiast Dominikańczycy nie zdołali zakwalifikować się na mundial.